# Liste der Kulturgüter in Péry-La Heutte
Die Liste der Kulturgüter in Péry-La Heutte enthält alle Objekte in der Gemeinde Péry-La Heutte im Kanton Bern, die gemäss der Haager Konvention zum Schutz von Kulturgut bei bewaffneten Konflikten, dem Bundesgesetz vom 20. Juni 2014 über den Schutz der Kulturgüter bei bewaffneten Konflikten sowie der Verordnung vom 29. Oktober 2014 über den Schutz der Kulturgüter bei bewaffneten Konflikten unter Schutz stehen.
Objekte der Kategorie A sind im Gemeindegebiet nicht ausgewiesen, Objekte der Kategorie B sind vollständig in der Liste enthalten, Objekte der Kategorie C fehlen zurzeit (Stand: 1. April 2024). Unter übrige Baudenkmäler sind geschützte Objekte zu finden, die im Bauinventar des Kantons Bern als «schützenswert» verzeichnet sind.

## Kulturgüter
| Foto |                                                                              | Objekt                                                                 | Kat. | Typ | Standort                              | Beschreibung                                                                 |
| ---- | ---------------------------------------------------------------------------- | ---------------------------------------------------------------------- | ---- | --- | ------------------------------------- | ---------------------------------------------------------------------------- |
| ja   | Datei hochladen · Wikidata zu Le Van, mittelalterliche Glashütte (Q19362681) | Le Van, mittelalterliche Glashütte / verrerie médiévale KGS-Nr.: 09571 | A    | F   | La Heutte 583181 / 227481             | Überreste einer im Jahr 1370 erstmals erwähnten Glashütte.                   |
| ja   | Datei hochladen · Wikidata zu Vigier Cement AG, Firmenarchiv (Q27487057)     | Vigier Cement AG, Firmenarchiv KGS-Nr.: 08819                          | B    | S   | Péry, Rondchâtel 242 585575 / 224711  | Bestände des Firmenarchivs der Vigier Cement AG.                             |
| BW   | Datei hochladen · Wikidata zu Papierfabrik (Q112057581)                      | Papierfabrik / Fabrique de papier KGS-Nr.: 16788                       | B    | G   | Péry, Rondchâtel 242 585575 / 224711  | Ursprüngliches Gebäude der ehemaligen Holzzellstofffabrik aus dem Jahr 1882. |
| BW   | Datei hochladen · Wikidata zu Ehemaliger Taubenschlag (Q112057714)           | Ehemaliger Taubenschlag / Ancien pigeonnier-poulaille KGS-Nr.: 16789   | B    | G   | Péry, Rondchâtel 220a 585424 / 225043 | Ehemaliges Gartenhaus im Heimatstil mit Taubenschlag von 1900.               |

## Übrige Baudenkmäler
Hinweis: Anstelle der KGS-Nummer wird als Objekt-Identifikator (ID) die Grundstücksnummer verwendet.
| ID  | Foto |                                                                  | Objekt                                                                                                | Typ | Standort                                        | Beschreibung |
| --- | ---- | ---------------------------------------------------------------- | --- | --- | ----------------------------------------------- | ------------ |
| 1   | BW   | Datei hochladen                                                  | Wohnhaus (1850) / Habitation (1850)                                                                   | G   | La Heutte, Route de Sonceboz 18 583720 / 226637 |              |
| 17  | BW   | Datei hochladen                                                  | Wohnhaus, ehemaliges Bauernhaus (1681) / Habitation, anciennement ferme                               | G   | Péry, Grand’Rue 46 585674 / 227022              |              |
| 20  | ja   | Datei hochladen                                                  | Gemeindeverwaltung (1910) / Bureau communal (1910)                                                    | G   | Péry, Grand’Rue 54 585763 / 227028              |              |
| 34  | BW   | Datei hochladen                                                  | Ehemaliges Schulhaus (1839) / Ancien collège (1839)                                                   | G   | La Heutte, Route de Sonceboz 1 583893 / 226586  |              |
| 39  | BW   | Datei hochladen                                                  | Bauernhaus (1843) / Ferme (1843)                                                                      | G   | Péry, Grand’Rue 43 585795 / 227055              |              |
| 56  | ja   | Datei hochladen                                                  | Reformiertes Pfarrhaus (1833) / Cure protestante (1833)                                               | G   | Péry, Grand’Rue 41 585748 / 227059              |              |
| 57  | BW   | Datei hochladen                                                  | Wohnhaus (1835) / Habitation (1835)                                                                   | G   | Péry, Grand’Rue 39 585719 / 227067              |              |
| 57  | ja   | Datei hochladen                                                  | Steinbrücke (um 1770) / Pont de pierre (dès 1770)                                                     | G   | La Heutte, Chemin du Pont N.N. 583839 / 226481  |              |
| 76  | ja   | Datei hochladen                                                  | Reformierte Kirche (1706) / Eglise Réformée (1706)                                                    | G   | Péry, Rue de l’Église 2 585681 / 227128         |              |
| 240 | BW   | Datei hochladen                                                  | Villa (1919)                                                                                          | G   | Péry, Rue de La Reuchenette 22 585395 / 226668  |              |
| 288 | BW   | Datei hochladen                                                  | Wohnhaus (und ehemalige Bäckerei) (1907-08) / Habitation (et ancienne boulangerie) (1907-1908)        | G   | Péry, Rue de La Reuchenette 10 585563 / 226567  |              |
| 291 | ja   | Datei hochladen · Wikidata zu Kapelle St. Marie Péry (Q92590787) | Römisch-Katholische Kapelle Sainte-Marie (1904) / Chapelle de la Communauté Catholique Romaine (1904) | G   | Péry, Rue de La Reuchenette 8a 585629 / 226562  |              |
| 621 | BW   | Datei hochladen                                                  | Ehemaliger Infanteriebunker (1940) / Ancien bunker d'infanterie (1940)                                | G   | Péry, Rondchâtel N.N. 586020 / 224360           |              |